# Шаповал Ігор Володимирович
І́гор Володи́мирович Шапова́л — прапорщик Збройних сил України, учасник російсько-української війни.
Станом на березень 2017-го — військовослужбовець 70-го центру інженерного забезпечення, проживає в Барському районі, село Івановецьке.

## Нагороди
21 серпня 2014 року — за особисту мужність і героїзм, виявлені у захисті державного суверенітету та територіальної цілісності України, вірність військовій присязі під час російсько-української війни, відзначений — нагороджений орденом «За мужність» III ступеня.